# Comuna de Wińsko
Wińsko (polaco: Gmina Wińsko) é uma gminy (comuna) na Polónia, na voivodia de Baixa Silésia e no condado de Wołowski. A sede do condado é a cidade de Wińsko.
De acordo com os censos de 2004, a comuna tem 8700 habitantes, com uma densidade 34,9 hab/km².

## Área
Estende-se por uma área de 249,54 km², incluindo:
- área agrícola: 65%
- área florestal: 25%

## Demografia
Dados de 30 de Junho 2004:
|                      | Total   | Total | Mulheres | Mulheres | Homens  | Homens |
| -------------------- | ------- | ----- | -------- | -------- | ------- | ------ |
|                      | pessoas | %     | pessoas  | %        | pessoas | %      |
| População            | 8700    | 100   | 4394     | 50,5     | 4306    | 49,5   |
| Densidade (pop./km²) | 34,9    | 100   | 17,6     | 17,6     | 17,3    | 17,3   |

De acordo com dados de 2002, o rendimento médio per capita ascendia a 1397,17 zł.

## Subdivisões
- Aleksandrowice, Baszyn, Białawy Małe, Białawy Wielkie, Boraszyce Małe, Boraszyce Wielkie, Brzózka, Budków, Buszkowice Małe, Chwałkowice, Dąbie, Domanice, Głębowice, Gryżyce, Grzeszyn, Iwno, Kleszczowice, Konary, Kozowo, Krzelów, Łazy, Małowice, Moczydlnica Klasztorna, Morzyna, Orzeszków, Piskorzyna, Przyborów, Rajczyn, Rogów Wołowski, Rudawa, Słup, Smogorzów Wielki, Smogorzówek, Staszowice, Stryjno, Turzany, Węgrzce, Wińsko, Wrzeszów, Wyszęcice.

## Comunas vizinhas
- Jemielno, Prusice, Rudna, Ścinawa, Wąsosz, Wołów, Żmigród